# Zastupitelstvo Kraje Vysočina
Zastupitelstvo Kraje Vysočina je zastupitelstvem kraje, ve kterém dle zákona o krajích (č. 129/2000 Sb.) zasedá 45 zastupitelů. Volební období zastupitelstva je čtyřleté. Zastupitelstvo se schází podle potřeby, minimálně však jedenkrát za tři měsíce. Zastupitelstvo volí devítičlennou krajskou radu.

## Současná rada Kraje Vysočina (2024–2028)
- Martin Kukla, hejtman[1]
- Otto Vopěnka, 1. náměstek hejtmana
- Vladimír Novotný, 2. náměstek hejtmana
- Pavel Franěk, náměstek hejtmana
- Jiří Pokorný, náměstek hejtmana
- Jiří Běhounek, radní
- Miloš Hrůza, radní
- Jiří Horký, radní
- Pavel Řehoř, radní

## Složení zastupitelstva 2024–2028
Koalici v Radě kraje tvoří ANO a SOCDEM (v roce 2025 ze SOCDEM vystoupil a zastupitelem zůstal a stal se bezpartijním Michal Šmarda) a koalice SPD, Trikolora a PRO, podporu koalici přislíbila koalice Stačilo! (dohromady 23 zastupitelů v zastupitelstvu). Hejtmanem Kraje Vysočina se v tomto volebním období stal Martin Kukla, který kandidoval za ANO.
| Strany a koalice | Strany a koalice                                                          | Výsledek (procenta/PM)   | Trend | Volební lídr                   |
| ---------------- | ------------------------------------------------------------------------- | ------------------------ | ----- | ------------------------------ |
|                  | ANO 2011                                                                  | 34,77 % / 18 zastupitelů | ▲+8   | Martin Kukla (ANO)             |
|                  | Občanská demokratická strana a Starostové pro občany                      | 21,7 % / 11 zastupitelů  | ▲+4   | Vítězslav Schrek (ODS)         |
|                  | KDU-ČSL                                                                   | 8,73 % / 4 zastupitelů   | ▼-2   | Pavel Janoušek (KDU-ČSL)       |
|                  | Starostové PRO VYSOČINU - Starostové a nezávislí - SNK Evropští demokraté | 8,73 % / 4 zastupitelů   | ▼-2   | Adam Joura (STAN)              |
|                  | Stačilo!                                                                  | 6 % / 3 zastupitelé      | ▬±0   | Miloslav Vrzal (KSČM)          |
|                  | SOCDEM                                                                    | 5,65 % / 3 zastupitelé   | ▼-3   | Jiří Běhounek (nestr. za ČSSD) |
|                  | SPD, Trikolora a PRO                                                      | 5,5 % / 2 zastupitelé    | ▲+2   | Radek Koten (SPD)              |

## Složení zastupitelstva 2020–2024
Koalici v Radě kraje tvoří Piráti, ODS, KDU-ČSL, ČSSD (později SOCDEM) a STAN (dohromady 32 zastupitelů v zastupitelstvu). Hejtmanem Kraje Vysočina se v tomto volebním období stal Vítězslav Schrek, který kandidoval za koalici ODS a STO.
| Strany a koalice | Strany a koalice                                                          | Výsledek (procenta/PM)   | Trend | Volební lídr                   |
| ---------------- | ------------------------------------------------------------------------- | ------------------------ | ----- | ------------------------------ |
|                  | ANO 2011                                                                  | 18,48 % / 10 zastupitelů | ▲+1   | Martin Kukla (ANO)             |
|                  | Česká pirátská strana                                                     | 13,20 % / 7 zastupitelů  | ▲+7   | Hana Hajnová (Piráti)          |
|                  | Občanská demokratická strana a Starostové pro občany                      | 13,19 % / 7 zastupitelů  | ▲+2   | Vítězslav Schrek (ODS)         |
|                  | Česká strana sociálně demokratická                                        | 11,86 % / 6 zastupitelů  | ▼-5   | Jiří Běhounek (nestr. za ČSSD) |
|                  | KDU-ČSL                                                                   | 11,96 % / 6 zastupitelů  | ▼-1   | Vít Kaňkovský (KDU-ČSL)        |
|                  | Starostové PRO VYSOČINU - Starostové a nezávislí - SNK Evropští demokraté | 10,87 % / 6 zastupitelů  | ▲+2   | Lukáš Vlček (STAN)             |
|                  | Komunistická strana Čech a Moravy                                         | 5,26 % / 3 zastupitelé   | ▼-3   | Pavel Hodáč (KSČM)             |

## Složení zastupitelstva 2016–2020
Koalici v Radě kraje tvořili ČSSD, ANO, ODS a STAN (dohromady 29 zastupitelů v zastupitelstvu). Hejtmanem Kraje Vysočina se v tomto volebním období stal Jiří Běhounek, který kandidoval jako nestraník za ČSSD.

### Výsledky voleb v roce 2016
| Strany a koalice | Strany a koalice | Výsledek (procenta/PM)   | Trend | Volební lídr                   |
| ---------------- | --- | ------------------------ | ----- | ------------------------------ |
|                  | Česká strana sociálně demokratická                                                                                              | 19,37 % / 11 zastupitelů | ▼-6   | Jiří Běhounek (nestr. za ČSSD) |
|                  | ANO 2011 | 17,04 % / 9 zastupitelů  | ▲+9   | Josef Pavlík (ANO)             |
|                  | Křesťanská a demokratická unie – Československá strana lidová                                                                   | 13,41 % / 7 zastupitelů  | ▬±0   | Jaromír Kalina (KDU-ČSL)       |
|                  | Komunistická strana Čech a Moravy                                                                                               | 11,40 % / 6 zastupitelů  | ▼-5   | Milan Plodík (KSČM)            |
|                  | Občanská demokratická strana | 9,10 % / 5 zastupitelů   | ▬±0   | Zdeněk Geist (ODS)             |
|                  | Starostové PRO VYSOČINU - Starostové a nezávislí - SNK Evropští demokraté                                                       | 6,84 % / 4 zastupitelé   | ▲+4   | Lukáš Vlček (nestr. za SNK ED) |
|                  | Koalice Svoboda a přímá demokracie – Tomio Okamura (SPD) a Strana Práv Občanů - Svoboda a přímá demokracie - Strana Práv Občanů | 6,40 % / 3 zastupitelé   | ▲+3   | Jan Veleba (SPO)               |

## Složení zastupitelstva 2012–2016
ČSSD pokračovala ve vládě, ve které se opírala o toleranci ze strany komunistů. Hejtmanem zůstal Jiří Běhounek. Volební účast byla 41 %, což bylo opět nejvíce v celé zemi (v roce 2008 byla volební účast taktéž rekordní 45 %).

### Výsledky voleb v roce 2012
| Strany a koalice | Strany a koalice                                              | Výsledek (procenta/PM)   | Trend |
| ---------------- | ------------------------------------------------------------- | ------------------------ | ----- |
|                  | Česká strana sociálně demokratická                            | 29,26 % / 17 zastupitelů | ▼-4   |
|                  | Komunistická strana Čech a Moravy                             | 19,57 % / 11 zastupitelů | ▬±0   |
|                  | Křesťanská a demokratická unie – Československá strana lidová | 12,33 % / 7 zastupitelů  | ▲+2   |
|                  | Občanská demokratická strana                                  | 10,29 % / 5 zastupitelů  | ▼-6   |
|                  | Pro Vysočinu (SNK ED, Nestraníci)                             | 5,05 % / 3 zastupitelé   | ▲+3   |
|                  | TOP 09 a Starostové a nezávislí pro Vysočinu                  | 5,05 % / 2 zastupitelé   | ▲+2   |

## Složení zastupitelstva 2008–2012
ČSSD zasedla do krajské rady sama a opírala se o toleranci ze strany komunistů. Hejtmanem se stal Jiří Běhounek. Kraj po volbách hlásil volební účast 45 %, což bylo nejvíce v celé zemi.

### Výsledky voleb v roce 2008
| Strany a koalice | Strany a koalice                                              | Výsledek (procenta/PM)   | Trend |
| ---------------- | ------------------------------------------------------------- | ------------------------ | ----- |
|                  | Česká strana sociálně demokratická                            | 39,87 % / 21 zastupitelů | ▲+15  |
|                  | Občanská demokratická strana                                  | 21,01 % / 11 zastupitelů | ▼-4   |
|                  | Komunistická strana Čech a Moravy                             | 15,72 % / 8 zastupitelů  | ▼-3   |
|                  | Křesťanská a demokratická unie – Československá strana lidová | 10,81 % / 5 zastupitelů  | ▼-5   |

## Složení zastupitelstva 2004–2008
Vítězná ODS vyjednala koaliční vládu s KDU-ČSL a SNK. Hejtmanem se stal Miloš Vystrčil z ODS. Volební účast byla 32 %.

### Výsledky voleb v roce 2004
| Strany a koalice | Strany a koalice                                              | Výsledek (procenta/PM)   | Trend |
| ---------------- | ------------------------------------------------------------- | ------------------------ | ----- |
|                  | Občanská demokratická strana                                  | 29,47 % / 15 zastupitelů | ▲+5   |
|                  | Komunistická strana Čech a Moravy                             | 20,97 % / 11 zastupitelů | ▲+1   |
|                  | Křesťanská a demokratická unie – Československá strana lidová | 20,50 % / 10 zastupitelů | ▼-3   |
|                  | Česká strana sociálně demokratická                            | 13,28 % / 6 zastupitelů  | ▬±0   |
|                  | SNK Sdružení nezávislých                                      | 7,13 % / 3 zastupitelé   | ▼-3   |

## Složení zastupitelstva 2000–2004
Vítězná Čtyřkoalice (KDU-ČSL, US, DEU, ODA) složila krajskou radu se všemi demokratickými stranami (ODS, SNK, ČSSD). KSČM zůstala v opozici. Hejtmanem se stal František Dohnal z KDU-ČSL. Volební účast byla 36 %.

### Výsledky voleb v roce 2000
| Strany a koalice | Strany a koalice                   | Výsledek (procenta/PM)   | Trend |
| ---------------- | ---------------------------------- | ------------------------ | ----- |
|                  | Čtyřkoalice                        | 25,46 % / 13 zastupitelů | ▲+13  |
|                  | Komunistická strana Čech a Moravy  | 20,00 % / 10 zastupitelů | ▲+10  |
|                  | Občanská demokratická strana       | 18,85 % / 10 zastupitelů | ▲+10  |
|                  | Sdružení nezávislých kandidátů     | 12,93 % / 6 zastupitelů  | ▲+6   |
|                  | Česká strana sociálně demokratická | 11,47 % / 6 zastupitelů  | ▲+6   |